# Tonkinói járás

A Tonkinói járás a Nyizsnyij Novgorod-i területen

A Tonkinói járás (oroszul Тонкинский район) Oroszország egyik járása a Nyizsnyij Novgorod-i területen. Székhelye Tonkino.

## Népesség
- 1989-ben 12 551 lakosa volt, melyből 10 900 orosz, 600 mari.
- 2002-ben 11 097 lakosa volt.
- 2010-ben 9 007 lakosa volt, melynek 95,3%-a orosz, 3,5%-a mari.